# شينغو نيشيمورا
شينغو نيشيمورا (باليابانية: 西村眞悟؛ بالكانا: にしむら しんご) هو محامي وسياسي ياباني، ولد في 7 يوليو 1948 في ساكاي في اليابان. حزبياً، نشط في الحزب الديمقراطي الياباني وحزب الآفاق الجديدة وDemocratic Socialist Party (Japan) ‏. وقد انتخب عضو مجلس النواب من اليابان.

## وصلات خارجية
- الموقع الرسمي